# أولاد زيد (أولاد سيدي علي بن يوسف)
أولاد زيد هي إحدى مشيخات المملكة المغربية، تتبع جغرافيا لإقليم الجديدة وإداريًا لأولاد سيدي علي بن يوسف. يقدر عدد سكانها بـ 23806 نسمة حسب الإحصاء الرسمي للسكان والسكنى لسنة 2004.